# Oriol capverd
L'oriol capverd (Oriolus chlorocephalus) és un ocell de la família dels oriòlids (Oriolidae).

## Hàbitat i distribució
Habita l'Àfrica oriental, als boscos de les muntanyes de l'extrem sud-est de Kenya, centre i est de Tanzània, Malawi i centre de Moçambic.